# Abacetus asmarensis
Abacetus asmarensis là một loài bọ chân chạy thuộc phân họ Pterostichinae. Loài này được Jedlicka mô tả lần đầu năm 1956 và là loài đặc hữu của Afghanistan.